# I huvudet på Bo
I huvudet på Bo (Being Bo Widerberg) är en svensk dokumentärfilm om filmregissören Bo Widerberg, född i Malmö 1930 och död i Ängelholm 1997. Filmen, baserad på klipp ur Widerbergs filmer, arkivmaterial och nyinspelade intervjuer med Widerbergs familj och kolleger, hade premiär vid filmfestivalen i Cannes i maj 2025. Filmen fick ordinarie biopremiär i Frankrike 2 juli samma år och går upp på svenska biografer 10 oktober. Filmen är skriven av Jon Asp och regisserad av Jon Asp tillsammans med Mattias Nohrborg. Bland de medverkande i filmen återfinns filmpersonligheter som Tommy Berggren, Marika Lagercrantz, Stellan Skarsgård, Jan Troell och Ruben Östlund samt Bo Widerbergs familj, bland annat tre av hans fyra barn Nina Widerberg, Martin Widerberg och Matilda Jolin Widerberg.